# Гундерсвајлер
Гундерсвајлер (њем. Gundersweiler) општина је у њемачкој савезној држави Рајна-Палатинат. Једно је од 81 општинског средишта округа Донерсберг. Према процјени из 2010. у општини је живјело 517 становника. Посједује регионалну шифру (AGS) 7333028.

## Географски и демографски подаци
Гундерсвајлер се налази у савезној држави Рајна-Палатинат у округу Донерсберг. Општина се налази на надморској висини од 231 метра. Површина општине износи 10,4 km². У самом мјесту је, према процјени из 2010. године, живјело 517 становника. Просјечна густина становништва износи 50 становника/km².